# نفقة

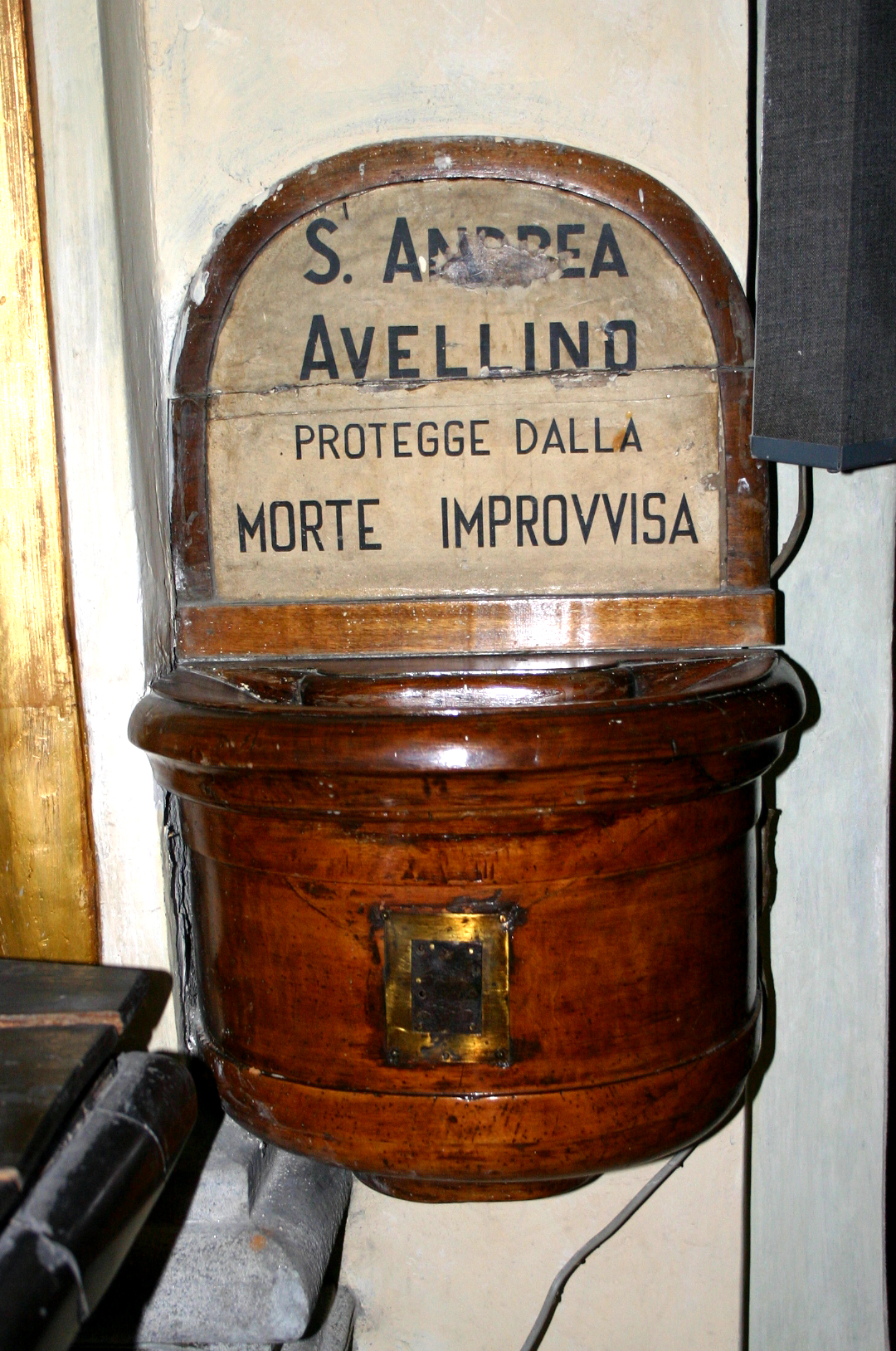
صندوق النفقة في كنيسة القديس أنطونيو أباتي في ميلانو بإيطاليا، الكنيسة الثانية على الجانب الأيمن (القديس أندرو أفيلينو).

النفقة هو التزام قانوني على الرجال لتوفير الدعم المالي لزوجاتهم بعد الانفصال الزوجي أو الطلاق. وينبع الالتزام من قانون الطلاق أو قانون الأسرة في كل دولة. وتقليديا، يتم دفع النفقة من قبل الزوج إلى زوجته السابقة، ولكن منذ السبعينات الميلادية، كانت هناك تحركات في العديد من الدول الغربية للمساواة بين الجنسين مع اعتراف المتشابه بانه يحق أيضا للزوج السابق الحصول على النفقة من زوجته السابقة.

## تعريف النفقة
- لغة: قال الراغب الأصفهاني: «نَفَقَ الشَّيْءُ: مَضَى ونَفِدَ يَنْفُقُ، إِمَّا بالبيع نحو: نَفَقَ البَيْعُ نَفَاقاً، والإِنْفَاقُ قد يكون في المَالِ، وفي غَيْرِهِ، وقد يكون واجباً وتطوُّعاً، قال تعالى: ﴿وَأَنْفِقُوا فِي سَبِيلِ اللَّهِ﴾،[1] ﴿وأَنْفِقُوا مِمَّا رَزَقْناكُمْ﴾،[2] وقال: ﴿لَنْ تَنالُوا الْبِرَّ حَتَّى تُنْفِقُوا مِمَّا تُحِبُّونَ وَما تُنْفِقُوا مِنْ شَيْءٍ فَإِنَّ اللَّهَ بِهِ عَلِيمٌ﴾،[3] ﴿وَما أَنْفَقْتُمْ مِنْ شَيْءٍ فَهُوَ يُخْلِفُهُ﴾،[4] وقوله تعالى: ﴿لا يَسْتَوِي مِنْكُمْ مَنْ أَنْفَقَ مِنْ قَبْلِ الْفَتْحِ﴾[5] إلى غير ذلك من الآيات».[6]
- اصطلاحا: قال الحلي في تعريف النفقة: «قدر الكفاية من الإطعام، والكسوة، والمسكن وما يحتاج إليه من زيادة الكسوة في الشتاء للتدثر يقظة ونوما».[7]

## النفقة في الإسلام
النفقة في الإسلام واجبة على الأبوين والأولاد، ويُشترط في الوجوب الفقر والعجز عن الاكتساب، ولا تقدير في النفقة، بل يجب بذل الكفاية من الطعام، والكسوة، والمسكن، وكذلك تجب النفقة على الزوجة، ومن كانت بحكم الزوجة، وهي المطلقة في العدة الرجعية دون المطلقة بالطلاق البائن، إذا لم تكن حاملا فلا نفقة لها، وكذلك تجب النفقة على العبد المملوك.
وتدل على وجوبها عدة آيات، ومنها:
1. قوله تعالى: ﴿فَإِنْ أَرْضَعْنَ لَكُمْ فَآتُوهُنَّ أُجُورَهُنَّ﴾.[9]
2. قوله تعالى: ﴿لٰا تُضَارَّ وٰالِدَةٌ بِوَلَدِهٰا وَ لٰا مَوْلُودٌ لَهُ بِوَلَدِهِ﴾.[10]
3. قوله تعالى: ﴿وَلٰا تَقْتُلُوا أَوْلٰادَكُمْ خَشْيَةَ إِمْلٰاقٍ نَحْنُ نَرْزُقُهُمْ وَ إِيّٰاكُمْ﴾.[11]

## مقدار نفقة الزوجة في الطعام
اختلف الفقهاء في تعيين مقدار نفقة الزوجة في الطعام هل مقدر أم غير مقدر على قولين:
- القول الأول: أن نفقة الزوجة غير محددة، وإنما مقدرة بكفايتها. وهو قول الجمهور. واستدلوا بأدلة من القرآن والسنة والقياس
  - أما القرآن فقوله تعالى: {وَعَلَى الْمَوْلُودِ لَهُ رِزْقُهُنَّ وَكِسْوَتُهُنَّ بِالْمَعْرُوفِ} [سورة البقرة: 233] فقد أوجب الله النفقة على الكفاية في العرف، دون تحديد لمقداره.[12]
  - وأما السنة: فحديث هند، وفيه قوله صلى الله عليه وسلم: «خذي ما يكفيك وولدك بالمعروف»[13] فقد أذن النبي صلى الله عليه وسلم لهند أن تأخذ من زوجها ما يكفيها ويكفي ولدها من النفقة بالمعروف من غير تحديد مقدار معين.[14]
  - وأما القياس: فلأن النفقة إنما وجبت لكونها محبوسة بحق الزوج، ممنوعة عن الكسب لحقه، فكان وجوبها بطريق الكفاية كنفقة القاضي والمضارب.[15]
- القول الثاني: أن النفقة مقدرة بمقدار معين وهو: مُدَّان في حال كون الزوج موسرا، ومد واحد في حال كونه معسرا، ومد ونصف في حال كونه متوسطا. وهو قول الشافعية.
  - واستدلوا بالقرآن وبالقياس: أما القرآن فقوله تعالى: {{لِيُنْفِقْ ذُو سَعَةٍ مِنْ سَعَتِهِ وَمَنْ قُدِرَ عَلَيْهِ رِزْقُهُ فَلْيُنْفِقْ مِمَّا آتَاهُ اللَّهُ} [سورة الطلاق:7] قالوا: الآية دلت على اعتبار النفقة بالزوج، واختلافها بيساره وإعساره فسقط بذلك اعتبار كفايتها.[16]
  - وأما القياس: فقياس نفقة الزوجة على الكفارة بجامع أن كلا منها مال وجب بالشرع.[14]

## في تونس
تعتبر تونس رائدة علي المستوي العربي في هذا المجال بعلاقة مع صدور مجلة الأحوال الشخصية ، وقد خصص المشرع التونسي جزءا من هذه المجلة مخصص لحالات الطلاق ومن توابعها النفقة وتعتبر الأخيرة حقا مضمونا لا رجعة فيه للمرأة ،وبموجب هذه المجلة تختص محكمة الناحية بالنظر في مطالب النفقة عكس دعوي الطلاق التي تنظر فيها محكمة الابتدائية ولعل ذلك يعود للطبيعة المعاشية للنفقة ورغبة من المشرع في إبعاد النفقة عن مشاكسات الدعاوي فمن المعروف أن محكمة الناحية محكمة فردية مباشرة تسبق كل مفاوضات في الحكم جلسات صلحية بين طرفي النزاع ما يؤدي إلي سرعة النظر في النفقة غيرها من الدعاوي التي يعود اختصاصها لهذه المحكمة.